# 基塞拉沃達市鎮

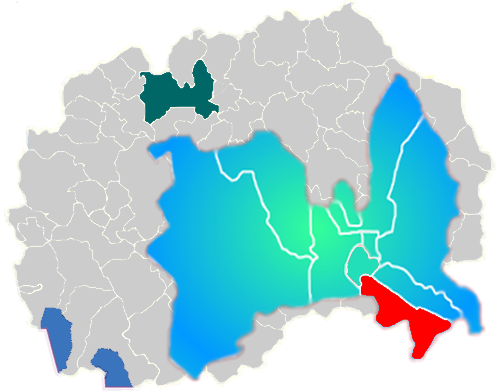
所在位置

基塞拉沃達市鎮是北馬其頓共和國的一個市镇，總面積46.86平方公里，2002年人口57,236。
該市镇西北面是卡爾波什市鎮，北接岑塔尔市镇，東北面是艾罗德龙市镇，南鄰斯图代尼查尼市镇，西接索皮什泰市镇， 

## 外部連結
- 官方网站